# Zero one film

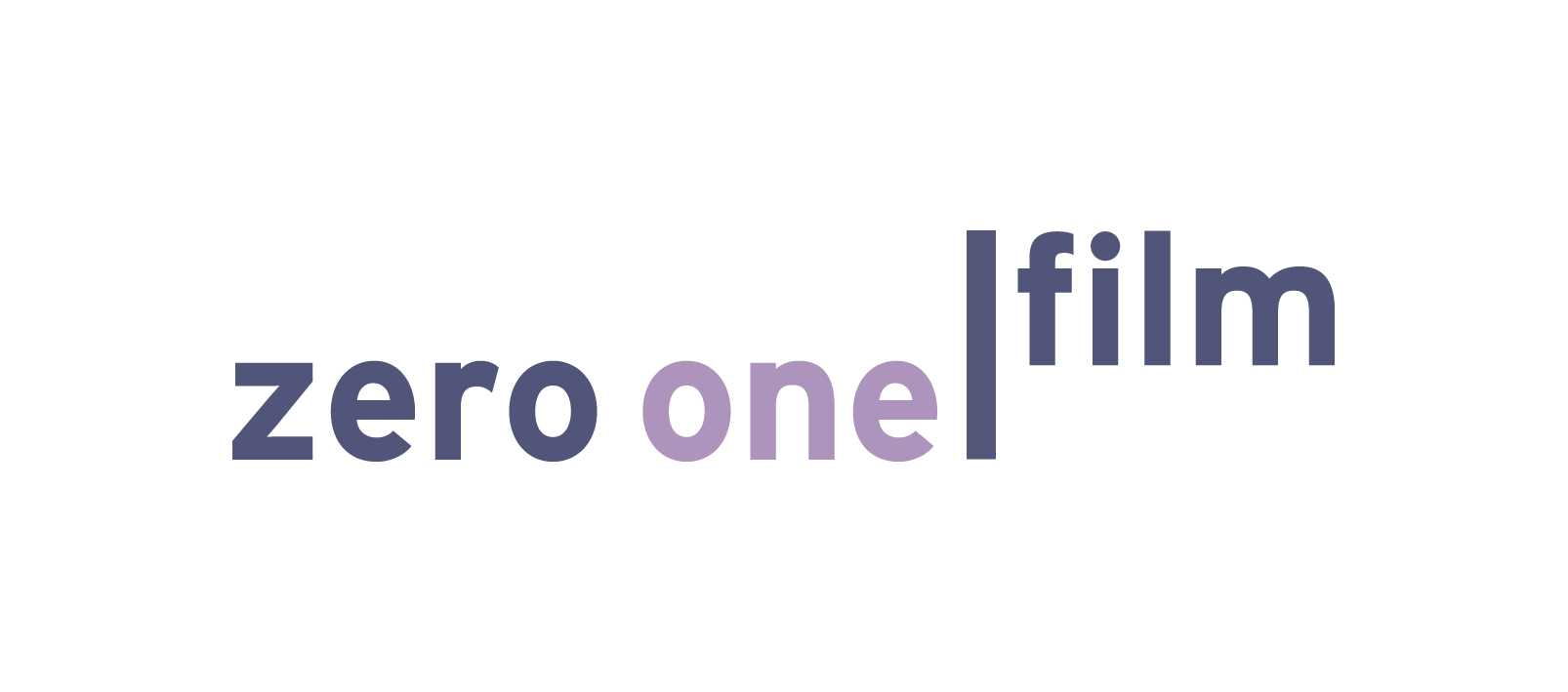

zero one film ist eine Filmproduktionsgesellschaft mit Sitz in Berlin.

## Firmengeschichte
Zero one film ging aus der von Thomas Kufus und Martin Hagemann in Berlin gegründeten Firma zero film hervor: Nach der Trennung der Produzenten im Jahr 2006 wurde der bestehende Katalog aufgeteilt und Kufus setzte seine Arbeit als Filmproduzent mit der Firma zero one film fort, während Hagemann die Firma Zero Fiction gründete. Zu Beginn lag der Schwerpunkt von Zero one auf Dokumentarfilmen und -serien, seit 2011 werden auch Spielfilme produziert. Zum Katalog zählen seit den 1990er Jahren über 130 nationale und internationale Produktionen für Fernsehen und Kino.
Im Juli 2023 wurde für die Firma Insolvenz angemeldet. Mittlerweile hat die MK Medien Beteiligungs GmbH die Produktionsfirma übernommen und aus der Insolvenz gerettet.

## Preise und Auszeichnungen
Produktionen der Gesellschaft sind unter anderem mit dem Europäischen Filmpreis, mit 14 Deutschen Filmpreisen, 6 Grimme Preisen und 4 Deutschen Fernsehpreisen in verschiedenen Kategorien geehrt worden, haben an zahlreichen Festivals teilgenommen und weitere Preise im In- und Ausland bekommen.